# Jauchzet Gott in allen Landen
Jauchzet Gott in allen Landen (alemany per a: que tots els pobles aclamin Déu) (BWV 51) és una cantata religiosa de Johann Sebastian Bach per al quinzè diumenge després de la Trinitat, estrenada a Leipzig, el 17 de setembre de 1730.

## Origen i context
D'autor anònim, el número 4 és l'estrofa final de l'himne Nun lob, mein Seel, den Herren de Johann Gramann (1540) i el número 5 és un al·leluia. El text no té gaire a veure amb les lectures del dia, que tractaven del Sermó de la muntanya i les Benaurances. Les idees són de caràcter general i poden referir-se a qualsevol ofici religiós, raó per la qual Bach escrigué a la partitura et in ogni tempo (per a qualsevol ocasió). Les altres cantates conservades per a aquest diumenge són la BWV 99 i la BWV 138.

## Anàlisi
Obra escrita per a soprano, trompeta, corda i baix continu. Consta de cinc números; només hi ha una veu solista, el soprano, i no hi participa el cor.
1. Ària: Jauchzet Gott in allen Landen! (Que tots els pobles aclamin Déu!)
2. Recitatiu: Wir beten zu dem Tempel an (Preguem en el temple)
3. Ària: Höchster, mache deine Güte (Déu altíssim, vessa’ns la teva bonesa)
4. Coral: Sei Lob und Preis mit Ehren (Sigui lloat, alabat i glorificat)
5. Ària: Alleluja! (Al·leluia!)

Els dos moviments extrems, són com una competició de virtuosisme entre la veu del soprano i la trompeta solista, situació que ha fet pensar en la possible intervenció d'una veu femenina, situació impossible, però, atesa la prohibició que en aquest sentit regia les esglésies luteranes, en tot cas Bach comptava amb un nen soprano o falsetista de gran capacitat; així mateix el trompetista havia de ser un gran virtuós, i tot apunta que es tractava de Gottfried Reiche. L'ària inicial és un concertant d'ambient joiós de la veu i la trompeta amb la col·laboració de la corda i el continu. El número 2, que és l'únic recitatiu té un caràcter de súplica, destacat pels acords de la corda i el continu. Els dos números finals es fonen en un de sol; en el coral la veu canta sobre un fons concertant vigorós dels violins, la melodia adaptada de la cançó profana indicada, que engalza directament amb l'al·leluia en forma de fuga; el tema el presenta la veu, respon la trompeta i després la corda, a poc a poc va desapareixent la condició de fuga, i en les vocalitzacions virtuosístiques del soprano Bach obliga la veu a arribar el Do sobreagut. Té una durada aproximada d'uns vint minuts.

## Discografia seleccionada
- J.S. Bach: Das Kantatenwerk. Sacred Cantatas Vol. 3. Gustav Leonhardt, Leonhardt-Consort, Marianne Kweksilber. (Teldec), 1994.
- J.S. Bach: The complete live recordings from the Bach Cantata Pilgrimage. CD 41: Unser Lieben Frauen, Bremen; 28 de setembre de 2000. John Eliot Gardiner, English Baroque Soloists, Malin Hartelius. (Soli Deo Gloria), 2013.
- J.S. Bach: Complete Cantatas Vol. 19. Ton Koopman, Amsterdam Baroque Orchestra & Choir, Malis Petersen. (Challenge Classics), 2006.
- J.S. Bach: Cantatas Vol. 30. Masaaki Suzuki, Bach Collegium Japan, Carolyn Sampson. (BIS), 2006.
- J.S. Bach: Church Cantatas Vol. 17. Helmuth Rilling, Bach-Collegium Stuttgart, Arleen Augér. (Hänssler), 1999.
- J.S. Bach: Cantatas BWV 51, 199 & 202. Otto Klemperer, Philharmonia Orchestra, Elisabeth Schwarzkopf. (Emi), 1999.